# باتريك كولينز (لاعب كرة قدم أمريكية)
باتريك كولينز (بالإنجليزية: Patrick Collins)‏ هو لاعب كرة قدم أمريكية أمريكي، ولد في 4 أغسطس 1966.